# Andreas Möckel
Johannes Andreas Möckel (* 30. Januar 1927 in Großpold, Königreich Rumänien; † 11. Dezember 2019 in Würzburg) war ein deutscher Sonderpädagoge. Er war einer der ersten Lehrstuhlinhaber für Sonderpädagogik in der Bundesrepublik Deutschland und arbeitete vor allem zur Lese-Schreibschwäche und zur Geschichte der Sonderpädagogik sowie zur Geschichte der Siebenbürger Sachsen.

## Leben
Andreas Möckel war der jüngste Sohn des evangelischen Pfarrers Konrad Möckel und Dora Möckel, geborene Schullerus, einer Tochter des rumäniendeutschen Pfarrers und Politikers Adolf Schullerus (1864–1928). Er besuchte die Volksschule und das Honterus-Gymnasium in Kronstadt. Im Januar 1945 wurde er als Angehöriger der deutschen Minderheit der Siebenbürger Sachsen in Rumänien im Zuge der Verschleppung von Rumäniendeutschen in die Sowjetunion deportiert. Nach der 1947 erfolgten Entlassung in die Sowjetische Besatzungszone gelangte Möckel zu Verwandten in die Amerikanische Besatzungszone und besuchte bis 1949 die Evangelisch-Kirchliche Heimschule in Michelbach an der Bilz.
Von 1949 bis 1951 absolvierte Möckel am Pädagogischen Institut in Stuttgart eine Ausbildung zum Lehrer. Nachdem er zwei Jahre an Volksschulen unterrichtet hatte, studierte er von 1953 bis 1958 Pädagogik, Philosophie und Geschichte in Tübingen, West-Berlin und München. 1958 legte er die Höhere Prüfung für den Volksschuldienst ab. Im Jahr 1959 heiratete er Anneliese Fröhlich. Aus der Ehe gingen die Kinder Katharina, Maria und Anna hervor. Von 1959 bis 1962 war er als Assistent am Staatlichen Seminar zur Ausbildung von Hilfsschullehrern in Stuttgart/Tübingen tätig und wurde in Tübingen 1961 über Schulpolitik und Einheitsschulgedanke im Deutschen Lehrerverein 1900–1920 zum Doktor der Philosophie (Dr. phil.) promoviert.
Möckel lehrte ab 1962 als Dozent für Geschichte und Geschichtsdidaktik und später für Allgemeine Pädagogik an der Pädagogischen Hochschule Reutlingen. 1967 übernahm er eine Professur und zugleich die Leitung des Instituts für Sonderpädagogik (später Fachbereich „Sonderpädagogik“) an der PH Reutlingen in Verbindung mit der Universität Tübingen. 1976 wechselte er als ordentlicher Professor auf den neu eingerichteten Lehrstuhl für Sonderpädagogik (Lernbehindertenpädagogik) an der Universität Würzburg. 1992 wurde er emeritiert.

## Werk
Möckel beschäftigte sich ab den 1970er Jahren vor allem mit dem Problem des Lesenlernens unter erschwerten Bedingungen und entsprechenden Förderprogrammen. Er veröffentlichte 1998 das Buch Lese-Schreibschwäche als didaktisches Problem und gehörte ab 1999 zu den Entwicklern eines Studiengangs zum Diplom-Pädagogen mit dem Schwerpunkt Legasthenie bzw. des „Interdisziplinären Kurses LRS“ (Lese-Rechtschreibschwäche). Begleitend entstand 2004 das Buch Lese-Schreibschwäche. Vorbeugen, Erkennen, Helfen. Außerdem arbeitete Möckel zur Geschichte der Sonderpädagogik. Er veröffentlichte 1976 Die besondere Grund- und Hauptschule. Von der Hilfsschule zum kooperativen Schulzentrum sowie 1988 eine Geschichte der Heilpädagogik. Er gehörte 1987 zu den Initiatoren der Heilpädagogischen Vereinigung e. V., die sich für „Montessori Ausbildungen für Lehrkräfte und ErzieherInnen“ einsetzte und „Sonderpädagogische Tage“ organisierte. Er amtierte bis 1999 als erster Vorsitzender und danach als Ehrenvorsitzender.
Die Universität Würzburg zeichnete Möckel 2011 mit der Medaille „Bene Merenti“ in Gold aus und würdigte Möckels Wirken als Lehrstuhlinhaber für Sonderpädagogik dabei als „Pionierleistungen“. Er habe das neue Fach etabliert,  profiliert und die Sonderpädagogik in Würzburg neben der herkömmlichen Lehramtsausbildung verankert.
Seit den 1950er Jahren engagierte sich Möckel im „Arbeitskreis junger Siebenbürger Sachsen“, gehörte 1962 zu den Gründern des „Arbeitskreises für Siebenbürgische Landeskunde“, der Nachfolgeorganisation des Vereins für Siebenbürgische Landeskunde, und war dort bis 1972 im Vorstand aktiv. Er veröffentlichte Beiträge zur Geschichtsschreibung und zum Selbstverständnis der Siebenbürger Sachsen sowie zum Verhältnis von Kirche und Schule. 2011 legte er unter dem Titel Umkämpfte Volkskirche. Leben und Wirken des evangelisch-sächsischen Pfarrers Konrad Möckel (1892–1965) eine Biographie seines Vaters vor.

## Schriften
- mit Ernst Begemann (Hrsg.): Religionsunterricht als Lebenshilfe für lernbehinderte und geistigbehinderte Kinder und Jugendliche. Crüwell, Dortmund 1971.
- mit Ernst Begemann (Hrsg.): Sonderschule im Wandel: Pädagogik, Psychologie, Didaktik. Festschrift für Wilhelm Hofmann. Schindele, Neuburgweier 1971.
- Die besondere Grund- und Hauptschule. Von der Hilfsschule zum kooperativen Schulzentrum. Schindele, Rheinstetten 1976, ISBN 3-88070-104-0.
- mit Gerhard Klein und Werner Laupheimer: Intensivtraining in der Lesetechnik. Maier, Ravensburg 1977, ISBN 3-473-58003-1.
- Geschichte der Heilpädagogik. Klett-Cotta, Stuttgart 1988, ISBN 3-608-93368-9; 2. Auflage, unter dem Titel Geschichte der Heilpädagogik oder Macht und Ohnmacht der Erziehung, ebenda 2007, ISBN 978-3-608-94489-1.
- Was Hänschen (nicht) lernt …: Das Mund-Hand-System nach Schubeck-Hofmann. Ed. Bentheim, Würzburg 1996, ISBN 3-925265-63-5.
- Lese-Schreibschwäche als didaktisches Problem. Klinkhardt, Bad Heilbrunn 1997, ISBN 3-7815-0915-X.
- als Hrsg.: Quellen zur Erziehung von Kindern und Jugendlichen mit geistiger Behinderung. Ed. Bentheim, Würzburg 1997, ISBN 3-925265-25-2.
- Die Heil- und Pflegeanstalt Mariaberg im 19. Jahrhundert zwischen Medizin und Pädagogik. In: Karl Rudolf Eder (Hrsg.): 150 Jahre Mariaberger Heime – Beiträge zur Geschichte geistig behinderter Menschen. Mariaberger Heime, Gammertingen 1997, S. 13–46.
- mit Herwig Baier (Hrsg.): Erfolg – Niedergang – Neuanfang. 100 Jahre Verband Deutscher Sonderschulen – Fachverband für Behindertenpädagogik. E. Reinhardt, München 1998, ISBN 3-497-01437-0.
- mit Martin Bolkart (Hrsg.): Lese-Schreibschwäche. Vorbeugen, Erkennen, Helfen. Ed. Bentheim, Würzburg 2004, ISBN 978-3-934471-46-7.
- Umkämpfte Volkskirche. Leben und Wirken des evangelisch-sächsischen Pfarrers Konrad Möckel (1892–1965). Böhlau, Köln 2011, ISBN 978-3-412-20662-8.
- mit Gerhard Möckel (Hrsg.): Trude Schullerus 1889-1981. Eine siebenbürgische Malerin. Hora,  Hermannstadt / Sibiu 2005, ISBN 973-8226-46-5.
- Das Paradigma der Heilpädagogik. Ed. Bentheim, Würzburg 2019, ISBN 978-3-946899-07-5.